# Immergas
Immergas S.p.A. è una società per azioni italiana non quotata, attiva nel settore della progettazione e produzione di sistemi per il riscaldamento e la climatizzazione. L'azienda ha la sua sede principale a Brescello, in Emilia Romagna. Immergas S.p.A. produce caldaie a condensazione, sistemi ibridi, pompe di calore, termostati, climatizzatori e soluzioni basate su energie rinnovabili.

## Storia
Immergas è stata fondata il 5 febbraio 1964 a Brescello, nella provincia di Reggio Emilia, da Romano Amadei, Gianni Biacchi e Giuseppe Carra. 
Nel 1965 Immergas produce la sua prima stufa a gas e due anni dopo ottiene il suo primo brevetto. Negli anni Settanta l'azienda lancia una serie di caldaie progettate per rispondere alle esigenze di metanizzazione del nord Italia e negli anni Ottanta produce le sue prime caldaie a camera stagna.
Negli anni Novanta, Immergas si espande con l'apertura di sedi commerciali estere in Spagna e Polonia e, nel 1997, vende il milionesimo esemplare di caldaia.
I primi anni 2000 vedono la creazione del sito immergas.com nel 2003 e del Caius Club nel 2004, un progetto pensato per supportare i professionisti del settore con aggiornamenti tecnici e normativi. Nel 2008 l'azienda apre uno stabilimento a Poprad, in Slovacchia.  
Nel 2010, Immergas inaugura la Domus Technica, un centro di formazione rivolto ai professionisti di settore, e lancia la divisione Immerenergy, specializzata nel fotovoltaico. 
Nel 2014 l'azienda dà il via all'ammodernamento delle proprie linee produttive, progettate per ottimizzare i processi di automazione, ergonomia e sicurezza. L’investimento permette di raddoppiare i controlli in linea e migliorare l'efficienza complessiva. Il 12 dicembre 2017 l'azienda subisce gravi danni in seguito all'esondazione del fiume Enza.   
Nel 2018 l'azienda inaugura il Laboratorium, il centro di Ricerca e Sviluppo per analisi e prove necessarie per la marcatura CE e la certificazione con enti extra europei.  
Nel 2019, Immergas apre un nuovo stabilimento a Changzhou, in Cina, per produrre apparecchi progettati per il mercato cinese. 
Nel 2022 il progetto HyPOWERED, sviluppato da Immergas in collaborazione con il Dipartimento di Ingegneria civile e industriale dell’Università di Pisa e reso possibile grazie al sostegno del Fondo Europeo per lo Sviluppo Regionale, porta alla realizzazione delle prime caldaie a condensazione pronte per funzionare con miscele gassose composte da gas metano e idrogeno. Questo progetto rende possibile la collaborazione con il Gruppo Hera e la società controllata dalla multiutility Inrete Distribuzione Energia, a Castelfranco Emilia, dove viene sperimentata l'immissione di una miscela di gas metano e idrogeno nei sistemi di riscaldamento di una trentina di utenze domestiche. Dalla sua fondazione al 2024 l'azienda ha venduto 9 milioni di caldaie. 

## Il gruppo Immerfin
Immergas S.p.A. fa parte del Gruppo Immerfin, con sedi produttive in Italia, Slovacchia e Cina e una rete commerciale attiva in circa 50 paesi. Al Gruppo Immerfin fanno capo le società partecipate: Immergas S.p.A., Immergas Europe, Alpha Therm, Immergas Polska, Immerspagna, Immergas Nederland, Immergas Hungària, Amax Gas, Immergas OOO, Immergas Heating Equipment Changzhou, Iklimser, Vips Gas, Immergas Gestão de Serviços Técnicos, King Heating Products e gli uffici di rappresentanza Immergas Hellas, Immergas Romania, Immergas Ukraine, Immergas Bel.

## Sport
Immergas sponsorizza dal 1981 al 2001 a Polisportiva Brescello, che ha raggiunto i play-off per la Serie B nella stagione 1996/1997. Nel 2001 l'azienda sponsorizza il Modena FC che nella stagione 2001/2002 passa dalla Serie B alla Serie A . Dal 2019, Immergas sostiene l'AC Reggiana 1919 e dal 2004 l'azienda è sponsor del Lentigione Calcio, che ottiene la promozione in Serie D nel maggio 2015. Nel giugno 2015 l'azienda supporta la Nazionale Italiana Under-20 di Rugby a 15 durante i Mondiali, disputati tra Emilia e Lombardia.